# Programa Comenius
Comenius és un programa de cooperació europea en matèria de l'ensenyament escolar que se centra en la primera etapa de l'educació (infantil, primària i secundària) i va dirigida a tots els membres de la comunitat educativa. Dona suport a associacions entre centres escolars de diferents països i projectes relacionats amb la formació del personal implicat en l'ensenyament escolar.
El seu objectiu consisteix, doncs, a millorar la qualitat de l'ensenyament, reforçar la dimensió europea i promoure l'aprenentatge de llengües i la mobilitat d'alumnes i professors. La finalitat és l'aprenentatge en un marc multicultural, peça clau de la ciutadania europea, el suport a grups desfavorits, la lluita contra el fracàs escolar i la prevenció de l'exclusió social.